# The Princess Diaries (serie)
The Princess Diaries es una serie de novelas epistolares escrita por la escritora estadounidense Meg Cabot, en la que se describe la vida de Mia Thermopolis, una adolescente que descubre que es princesa de un pequeño país de Europa, Genovia. Además es el título del primer volumen, publicado en 2000.
La autora confesó, en su sitio web que la inspiración para escribir la novela surgió cuando su madre, después de la muerte de su padre, se casó con uno de sus maestros, tal como lo hace la madre de Mía en la historia.
Los libros contienen referencias a la cultura popular, nombra cantantes, películas y moda en general, esta forma de narrar fue muy criticada. En respuesta, la autora agregó en el libro Princess in Training, el personaje de una maestra que critica la forma de escribir de Mia y le dice que se basa demasiado en las "referencias de la cultura pop".
El último libro de la serie, The Princess Diaries, Volume XI: Royal Wedding, se publicó en 2015. En mayo de ese año se lanzó una serie spin-off para preadolescentes con la media hermana de Mia, From the Notebooks of a Middle School Princess.

## Descripción de serie
La historia se centra en Mia Thermopolis una adolescente promedio que se entera de que es una princesa de ascendencia real, del pequeño reino de Genovia. Ella lleva registro de su día a día en un diario, donde explora temas de angustia adolescente, amor y traición. La serie sigue sus aventuras durante su primer año de preparatoria hasta su graduación, con un salto de dos años entre el noveno y el décimo libro.

## Locación
La serie se desarrolla principalmente en Manhattan, Nueva York. Sin embargo algunos libros tienen lugar en Genovia, un país ficticio. Mientras que en los libros el país es un principiado, gobernado por el padre de Mía, el Príncipe Philippe Renaldo, en las adaptaciones cinematográficas se describe a Genovia como un reino, que es gobernado por la abuela de Mía, la Reina Clarisse Renaldi.

## Personajes
Amelia Mignonette Thermopólis Renaldi (Mia) es la protagonista de la película. Es fruto del romance universitario entre Helen Thermópolis, una pintora, y Philippe Renaldi, el príncipe de Genovia. Ella es tímida y astuta, pero a veces se muestra sarcástica, y realista. Después de haber pasado la mayor parte de su vida en Greenwich Village con su madre, Mia asiste a la escuela secundaria Albert Einstein, una escuela privada en el Upper East Side de Manhattan. Además registra en un diario su vida día a día.
Clarisse Marie Grimaldi Renaldoː recibe el título de Princesa Viuda Clarisse Marie Grimaldi Renaldo. Es la abuela paterna de Mía, viuda del Príncipe Rupert Renaldo. Sufre el trastorno obsesivo-compulsivo. Es manipuladora y de naturaleza fría, especialmente con su nieta.
Lilly Moscovitzː es la mejor amiga de Mia desde preescolar. Es una persona muy inteligente, tiene su propio programa de televisión, titulado Lilly Tells It Like It Is, en el que habla sobre temas políticos y sociales. Al final de la serie, su programa de televisión fue recogido por una red y aparentemente es muy popular en Corea del Sur.
Michael Moscovitzː es el hermano mayor de Lilly y el principal interés amoroso de Mia a lo largo de la serie. Mia dice que ha estado enamorada de Michael desde el día en que vino a darle a Lilly un proyecto escolar cuando estaban en primer grado y él en cuarto. Asistió la Universidad de Columbia. Es alto, divertido e inteligente.

## Volúmenes
- The Princess Diaries (2000)
- The Princess Diaries, Volume II: Princess in the Spotlight (2001)
- The Princess Diaries, Volume III: Princess in Love, (2002)
- The Princess Diaries, Volume IV: Princess in Waiting, (2003)
  - The Princess Diaries, Volume IV and 1/2: Project Princess, (2003)
- The Princess Diaries, Volume V: Princess in Pink, (2004)
- The Princess Diaries, Volume VI: Princess in Training, (2005)
  - The Princess Diaries, Volume VI and 1/2: The Princess Present, (2005)
- The Princess Diaries, Volume VII: Party Princess, (2006)
  - The Princess Diaries, Volume VII and 1/2: Sweet Sixteen Princess, (2006)
  - The Princess Diaries, Volume VII and 3/4: Valentine Princess, (2006)
- The Princess Diaries, Volume VIII: Princess on the Brink, (2007)
- The Princess Diaries, Volume IX: Princess Mia, (2007)
- The Princess Diaries, Volume X: Forever Princess, (2009)
- From the Notebooks of a Middle School Princess, (2015)[2]
- The Princess Diaries, Volume XI: Royal Wedding, (2015)

## Adaptaciones
En 2001 se realizó una adaptación cinematográfica basada en las novelas, producida por Walt Disney Pictures, se titulóː The Princess Diaries. En 2004 se realizó una secuela, titulada The Princess Diaries 2: Royal Engagement, ambas películas fueron protagonizadas por Anne Hathaway y Julie Andrews.
En mayo de 2006, The Harvard Crimson informó de que la autora Kaavya Viswanathan, de 19 años, plagió pasajes de la serie The Princess Diaries y otros libros, para colocarlos en su novela How Opal Mehta Got Kissed, Got Wild y Got a Life. Las novelas de Viswanathan fueron retiradas de la venta.